# Eutreta pollinosa
Eutreta pollinosa es una especie de insecto del género Eutreta de la familia Tephritidae del orden Diptera.

## Historia
Mary Katherine Curran la describió científicamente por primera vez en el año 1932.